# Petra Janů
Petra Janů, vlastním jménem Jana Petrů (* 19. listopadu 1952 Praha) je česká zpěvačka populární hudby a herečka.

## Kariéra

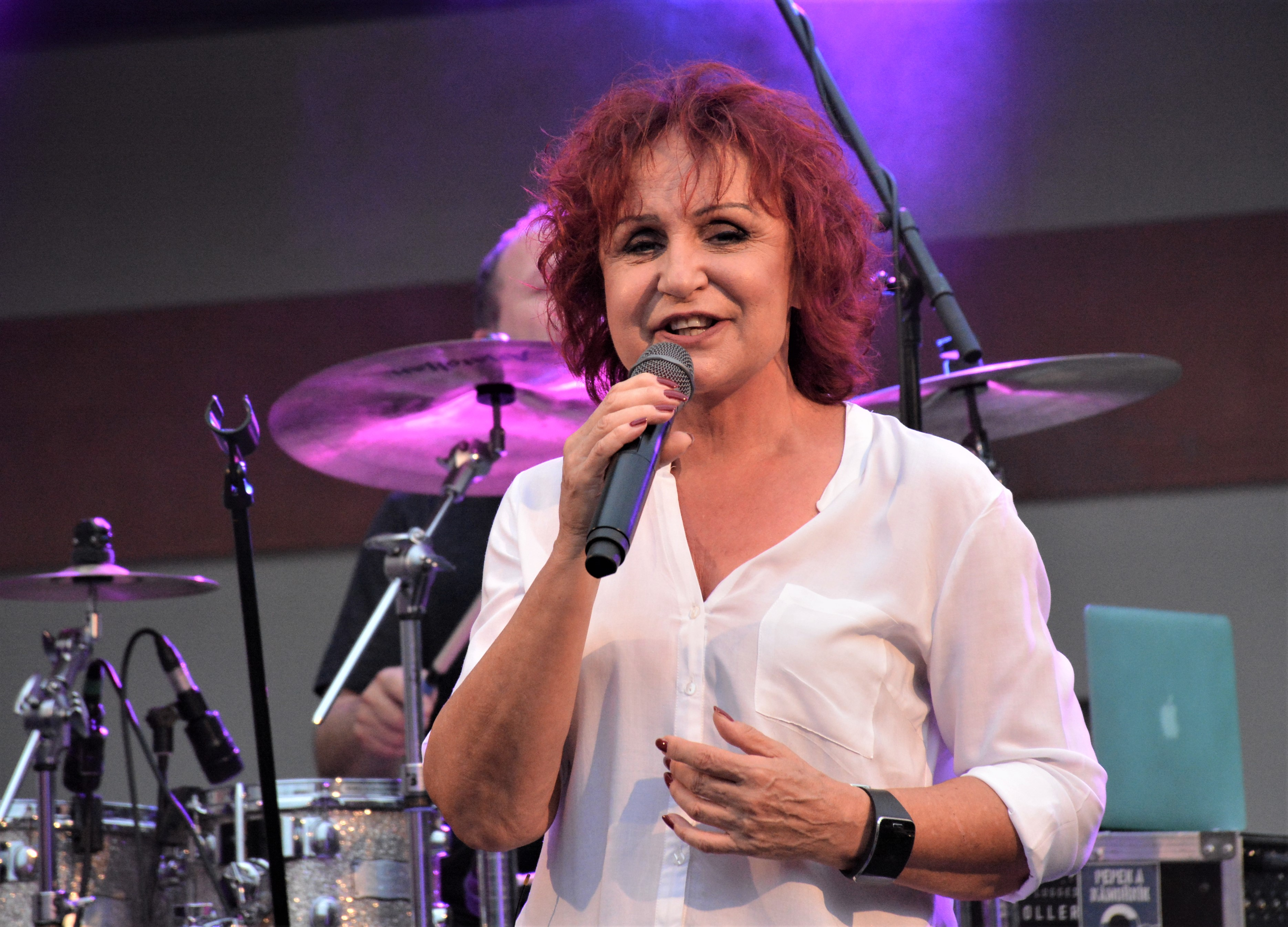
Petra Janů (2018)

Od roku 1972 vystupovala v Semaforu. Od roku 1977 zpívala se skupinou Pro-rock, se kterou vydala své první album Motorest. V roce 1978 skončila ve Zlatém slavíku na druhém místě. V roce 1980 vydala album Exploduj! (až do jejího čtvrtého alba jí psal Ota Petřina téměř všechny písničky, někdy i texty) a Petra Janů se stala ojedinělou rockerkou na naší hudební scéně. V tomtéž roce natočila s plzeňskou skupinou Bumerang film Koncert. V 80. letech spolupracovala s Ondřejem Soukupem a Petrem Jandou. Vznikla komerčně velmi úspěšná alba Jedeme dál a S láskou.... Petra Janů po desce Jedeme dál volně přešla z rockové hudby do vod pop-music. V roce 1987 se poprvé stala „Zlatou slavicí“. Na vrcholu slávy byla právě v osmdesátých letech, kdy nazpívala své největší hity (Už nejsem volná, Moje malá premiéra, Říkej mi, S láskou má svět naději, …). V 90. letech se spíše přeorientovala na muzikály, ve kterých začala hrát, koncertní vystupování omezila a nová alba nevydávala. Po úrazu se léčila v Třeboňských lázních . S příchodem roku 2000 se ale aktivně vrací na pódia a také obnovuje spolupráci s Petrem Jandou a Otou Petřinou. Koncertuje po republice, aktivně se zapojuje i do různých dobročinných projektů. V rámci svých šedesátin, roku 2012, vydala velikou 3CD kompilaci Má pouť – Zlatá kolekce, která mapuje její čtyřicetiletou pěveckou dráhu. V roce 2015 se spojila s doprovodnou skupinou Amsterdam a kromě koncertních šňůr s ní nahrála i novinkové album Blázni, které vyšlo roku 2017. Aktuálně se skupinou Amsterdam koncertuje.[kdy?]

## Ocenění
- 1987, 1988, 1989 Zlatá slavice
- 1989 titul zasloužilá umělkyně

## Jméno zpěvaček – Jany Petrů a Petry Janů

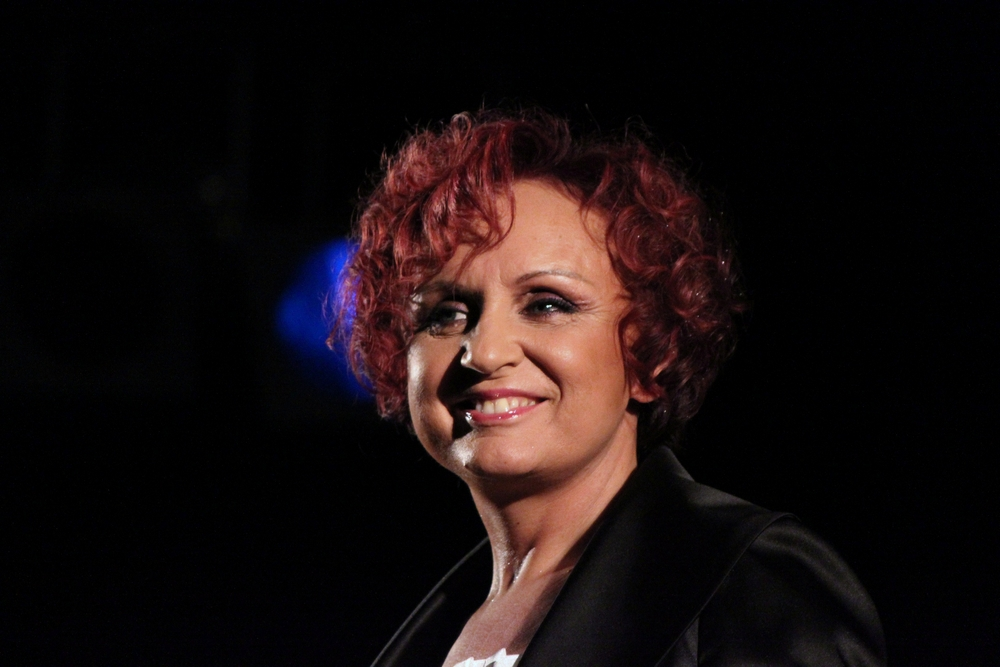
Koncertní tour 2010

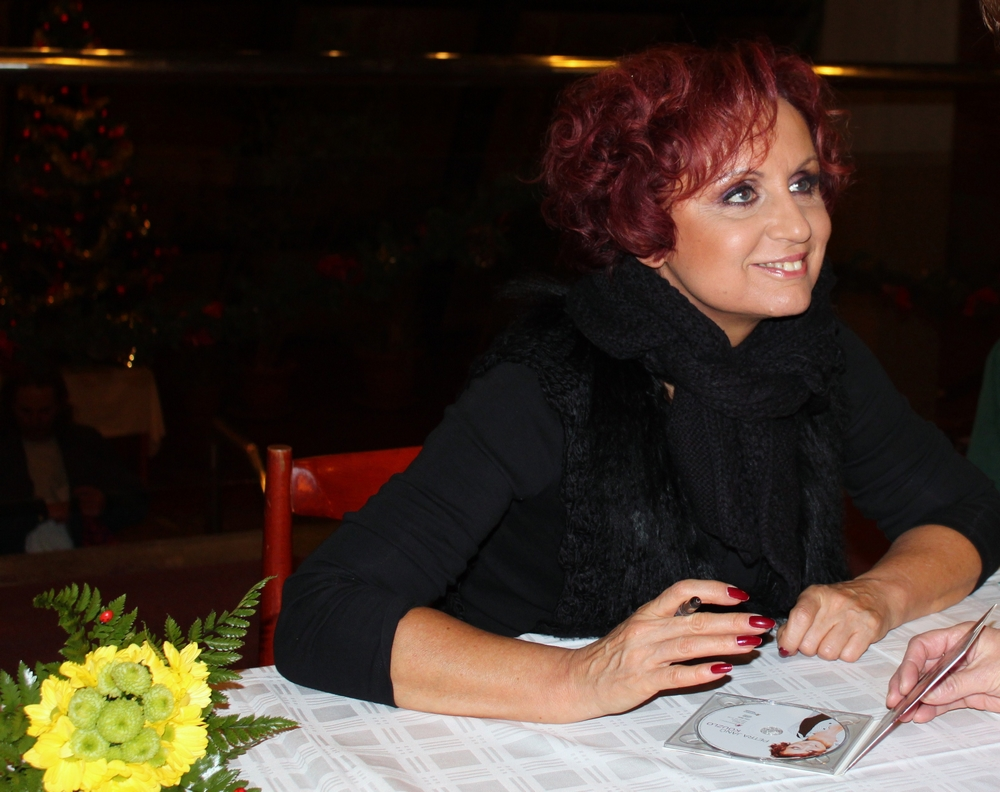
Autogramiáda po koncertu

Záměna křestního jména a příjmení zde byla zcela úmyslná, neboť na počátku šedesátých let již zpívala jiná poměrně známá původně jazzová a swingová zpěvačka téhož jména Jana Petrů (nar. 14. července 1938, v Praze), která ale v době pěveckých začátků Petry Janů zpívala převážně lidovou či zlidovělou hudbu s různými dechovkami. Přesmyčka jmen zde byla zvolena úmyslně kvůli zamezení možné záměny dvou osob stejného jména a příjmení.

## Největší hity
Rockové
- „Motorest“
- „Hrajte starý rokenrol“
- „Exploduj!“
- „Jámy“
- „To máme mládež“
- „Jedeme dál“

Popové
- „Moje malá premiéra“
- „Není nám už sedmnáct“
- „Už nejsem volná“
- „Říkej mi“
- „S láskou má svět naději“
- „Sbohem všem láskám dej“
- „Ještě se mi směj“

## Diskografie
Řadová, výběrová a živá alba:
- 2017 Petra a Petřina (4CD)
- 2017 Blázni
- 2012 Má pouť – Zlatá kolekce – Supraphon (kompilace na 3CD)
- 2009 Kouzlo – Epinien, distribuce: Supraphon
- 2009 Vzpomínky – Supraphon (pozn.: Film & Muzikál)
- 2004 Jsem jaká jsem – Supraphon (pozn.: 2 CD největších hitů)
- 2001 Motorest / Exploduj (pozn.: Reedice dvou elpíček s bonusy) (2CD)
- 2000 Jedeme dál II – Monitor-EMI
- 1997 Album – Monitor (pozn.: Remaky starších písní)
- 1996 Jedeme dál – Bonton (pozn.: Reedice s bonusy )
- 1994 Všechno nejlepší – Tommü records (pozn.: Výběr z hitů – The best of)
- 1993 Petra Janů Sings Gershwin – Tommü Records (pozn.: Anglická verze alba Petra Janů zpívá Gershwina )
- 1993 Petra Janů zpívá Gershwina – Tommü Records (pozn.: Natočeno a vydáno též v anglické verzi)
- 1992 To je ta chvíle – Tommü Records
- 1990 12 Famous And Oscar Awarded Movie Songs – Supraphon (pozn.: reedice alba 12 Famous And Awarded Movie Songs s jiným obalem )
- 1990 Petra 11 – Supraphon
- 1989 Petra ’88 live – Supraphon
- 1988 Lovin´ – Supraphon / Artia (pozn.: Anglická verze alba S láskou... )
- 1988 S láskou... – Supraphon (pozn.: Natočeno a vydáno též v anglické verzi, česká verze vyšla v roce 1989 i na CD )
- 1986 Už nejsem volná – Supraphon
- 1985 Jedeme dál – Supraphon
- 1985 12 Famous And Awarded Movie Songs – Supraphon (pozn.: V roce 1990 vyšlo na CD s původním, tehdy zakázaným obalem)
- 1984 Ročník 50 – Supraphon
- 1982 Já & My – Supraphon
- 1980 Exploduj – Supraphon
- 1979 Motel Rest – Supraphon / Artia (pozn.: Anglická verze LP Motorest )
- 1978 Motorest – Supraphon (pozn.: Natočeno a vydáno též v anglické verzi)

Některé spolupráce na jiných albech:
- 1976 Generace ( skupina CaK Vocal)
- 1985 Nejhezčí dárek/Nejhezčí dárek – Supraphon SU 11433 148, SP – 50 zpěváků (zpěváci uvedeni v článku: Jiří Zmožek)
- 1986 Nejhezčí dárek – Jiří Zmožek (2) – Supraphon SU 1113 4368, LP
- 1990 Triky a pověry (Šíp, Uhlíř)

## Filmografie
- 1997 Červená hodina zpěvu
- 1992 Nejen vzpomínky
- 1986 Můj hříšný muž
- 1980 Koncert
- 1982 Smrt talentovaného ševce: zpívá úvodní píseň Je téměř půlnoc (dle románu Václava Erbena z roku 1978)

## Osobní život
Pochází ze Sekerkových Louček. Jejím manželem byl Michal Zelenka, který zemřel 16. prosince 2011 ve věku 63 let. S manželem Michalem Zelenkou neměla žádné děti.